# 王准之
王准之（378年—433年），字元魯，琅琊臨沂人。東晉末及南朝宋初年官員，曾祖父是東晉尚書令王彪之。王准之一支世代傳承朝儀知識，撰有《儀注》。

## 生平
王准之出身於東晉高門琅琊王氏，高祖父王彬及曾祖父王彪之皆是晉朝重臣，其中王彪之熟悉朝儀，並且流傳給後代，故此由彪之到准之四代都通曉江左舊事；由於他們都將記錄置於青箱之內，故當時人稱王准之家這門知識為「王氏青箱學」。除了通曉這項家傳知識外，王准之亦通曉《周禮》等古典禮書，文辭亦豐。
王准之初任琅邪國右常侍，後轉桓玄的大將軍行參軍。桓玄篡位稱帝後，王准之任桓楚朝廷的尚書祠部郎。劉裕起兵擊敗桓玄，恢復東晉統治後，王准之於義熙初年任尚書中兵郎，後歷任參車騎中軍軍事、丹陽丞、中軍太尉主簿、山陰令等職。後因參討平盧循之亂而獲封都亭侯。接著又任劉裕的鎮西、平北、太尉參軍，尚書左丞，本郡大中正。劉裕封宋公，建宋國後，王准之任宋臺御史中丞，這個負責糾察彈劾官員的官職准之的曾祖、祖父及父親都擔當過，任內同僚們都害怕他。不過，後來世子中庶子謝靈運殺人，王准之被指沒有彈劾他而被免職。
南朝宋建立後，王准之任黃門侍郎，曾上奏宋廷跟從當時士人習慣，以鄭玄三年喪期以二十七個月為期之制為定則，並獲允許。後遷司徒左長史，又外任始興太守。元嘉二年（425年），准之轉江夏王劉義恭撫軍長史，歷陽太守，行南徐州府事，任內綏懷得當，人民生活安穩。不久入朝為侍中，翌年轉都官尚書，又改領吏部，然而因為嚴厲急躁的性格大失官宦士人之心，後出調為丹陽尹。
王准之承傳家學，有關舊儀之事更是有問必答，時以錄尚書事主政的彭城王劉義康討厭玄學清談之輩，就說過：「哪須高談玄學虛無之事，只要有兩三個像王准之這樣的人，天下就是治世了。」不過，缺乏風采的王准之就不獲當時主流士人所重。元嘉十年（433年）時去世，享年五十六，朝廷追贈太常。

## 子女
- 王輿之，征虜主簿。

## 延伸阅读
[在维基数据编辑]
 《宋書·卷60》，出自沈约《宋书》
 《南史·卷24》，出自李延壽《南史》